# 王太子路易-费迪南
法兰西的路易（法語：Louis de France，1729年9月4日—1765年12月20日）即路易-斐迪南（Louis Ferdinand），是法国国王路易十五与妻子玛丽·莱什琴斯卡的長子，也是唯一活到成年的儿子。作为王位继承人，他成为了法兰西王太子。不过，他未及即位就去世了。
他的第一任太子妃是瑪麗亞·特蕾莎·拉法埃拉，育有一女，但瑪麗亞·特蕾莎·拉法埃拉於1746年去世。第二任妻子是玛丽·约瑟芬，和他生育了三位法国国王：路易十六、路易十八、查理十世。

## 第一次婚姻
1744年，路易十五透過談判讓王太子路易-费迪南與18歲的西班牙公主瑪麗亞·特蕾莎·拉法埃拉結婚，瑪麗亞是西班牙國王菲利普五世和義大利妻子埃麗莎貝塔·法爾內塞的女兒，也是路易十五的表妹。婚約於1744年12月13日簽署；1744年12月18日由代理人在馬德里舉行婚禮，並於1745年2月23日在凡爾賽宮舉行婚禮。
路易-费迪南和瑪麗亞彼此感情深厚。他們有一個女兒，也是法國公主瑪麗·特蕾絲·夏洛特（1746年7月19日至1748年4月27日）。他們的女兒出生三天後，瑪麗亞·特蕾莎·拉法埃拉於1746年7月22日去世。路易斯對失去妻子感到非常悲痛，但他負責法國王位繼承的責任必須盡快再次結婚。
1746年，路易-费迪南從他的岳父西班牙國王菲利普五世那裡獲得了金色羊毛勳章。

## 第二次婚姻
1747年1月10日，路易在德勒斯登透過代理與玛丽·约瑟芬結婚，她是薩克森選帝侯兼波蘭國王奥古斯特三世和妻子瑪麗亞·約瑟法女大公的小女兒。1747年2月9日，第二次婚禮在凡爾賽宮舉行。